# Троян, Гавриил
Гавриил Троян (? – 03.02.1921), вошедший в историю под своим революционным прозвищем Гаврюша — анархо-махновец, секретарь Военно-революционного Совета махновской армии, командир особого полка, который был готов зарубить собственных отца и мать, «если только Батька прикажет». В различных источниках упоминается либо как «махновский телохранитель», либо как «махновский палач».

## Биография
Родился в Александровском уезде, Екатеринославской губернии. Батрачил в Гуляйполе.
С 1917 года анархо-коммунист.
С лета 1918 г. активный участник махновского движения, личный адъютант Махно в 1918 - январе 1921 гг.
С 11 января 1921 г. командир особого кавалерийского полка РПАУ.
Убит 3 февраля 1921 г.

## Особая группа РПАУ
С 11 января 1921 года.
- Командир Троян.
- Помощник Чернявский
- Начальник штаба Каретников

## Убийство атамана Григорьева
Гавриилу Трояну принадлежит особая роль в истории Махновского движения, поскольку именно им подписан акт (возможно, подложный) об убийстве атамана Григорьева, на основе которого А. Н. Толстой создал заключительную часть своей трилогии «Хождение по мукам», роман «Хмурое утро». Аналогичную версию со слов Гавриила Трояна приводит в своих воспоминаниях начальник штаба махновской армии В. Ф. Белаш.